# 大学路 (上海)
大学路是位於中華人民共和國上海市楊浦區五角场商圈的一條東西走向道路，西起國定路，東至智星路，長度為700米。道路始建於2004年，2009年大学路延伸至国定路。现在，大学路依托周边复旦大学、上海财经大学两所高校，成为五角场商圈内的一条小型商业街。

## 商业开发

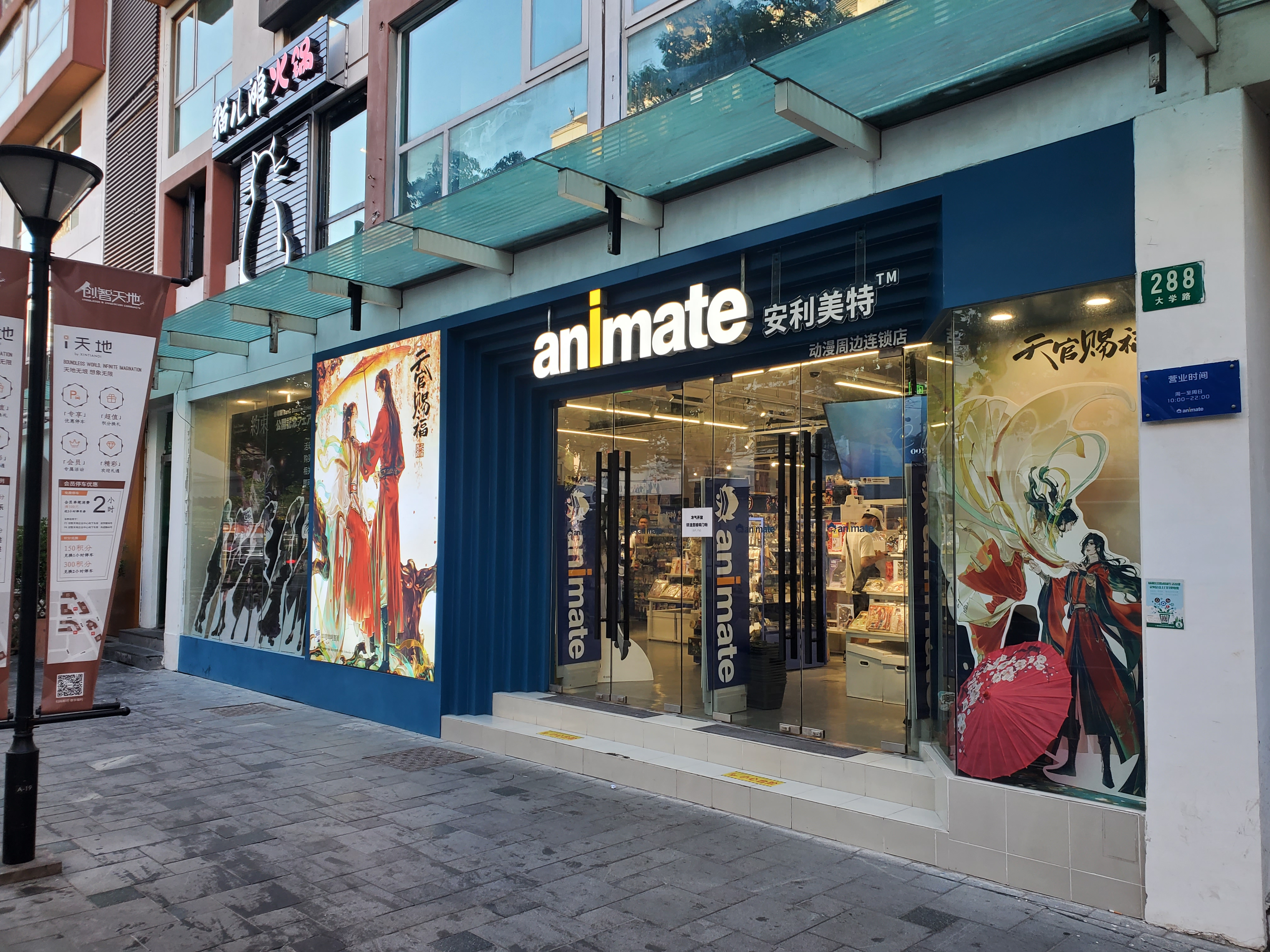
大学路上的Animate门店

大学路由于临近两所高校，消费群体以周边大学生为主。2012年，为吸引客流，官方允許大学路上的商家在道路上外摆和實施户外餐饮，這是上海首個合法外擺的馬路，同時大學路變更為雙向道。此后大学路商业街逐步兴起。2015年，大學路被评为上海市级特色商业街。最初的城市规划中，大学路沿线是办公区和住宅区，因而初期商业开发缺乏规划和引导，店铺同质化严重，700米长的马路上开了100余家美甲店。沿街店铺一度“垂直生长”至创智园区2、3楼办公乃至居住区，成为大学路的“特色”，但造成商住矛盾。2019年，上述店铺被清退。
2019年、2021年，《人生一串》《生活如沸》两部热门纪录片的授权体验店相继落户大学路。2020年的“五五购物节”中，由于周边高校仍在封校，为吸引其他区域客流，大学路又开辟了上海首个后备箱集市。2020年4月25日，全国最大的Animate门店在大学路开业，吸引不少网络博主前来打卡。“五五购物节”后，官方又推出“六六夜生活节”趁热打铁，其中大学路就被评为“地标性夜生活聚集区”。2023年5月20日起，大学路部分路段实行周末及节假日限时步行街，此后大学路将每月举办一次大型活动。

## 创业园区
创智天地整体沿大学路布局，旨在借助高校资源孵化小微企业。该区域有超过4500家小微企业和17万名知识工作者。该园区为SOHO式房型，楼上居住，楼下办公，以大学校区、公共社区、科技园区“三区联动”理念设计，开业以来相继引入EMC、IBM、甲骨文等企业。原属大上海计划的江湾体育场也被纳入创智天地规划之中。

## 交通组织
大学路沿线设有道路停车位。最初大學路是一條路由东向西的单向道，2012年取消单行措施。2023年5月20日起，锦创路至智星路间约250米路段逢周末和节假日实施步行街，期间路面停车取消，创智天地各停车场开放停车，并在周边设置多个临时上下客点。